# Casey Roberts
Edwin Casey Roberts (* 9. Mai 1901 in Illinois; † 29. Mai 1949 in Los Angeles, Kalifornien) war ein US-amerikanischer Schauspieler, Artdirector und Szenenbildner, der dreimal für den Oscar für das beste Szenenbild nominiert war.

## Leben
Roberts, der als junger Schauspieler 1917 im Stummfilm Jilted in Jail mitwirkte, begann Mitte der 1920er Jahre seine Laufbahn als Artdirector und Szenenbildner in der Filmwirtschaft Hollywoods. Nach Die Kameliendame (1926) arbeitete er bis kurz vor seinem Tod an der szenischen Ausstattung von rund dreißig Filmen mit.
Bei der Oscarverleihung 1943 war er gleich zweimal für den Oscar für das beste Szenenbild nominiert: Zum einen mit Ted Smith für den Farbfilm Helden der Lüfte (1942), einen von Michael Curtiz inszenierten Kriegsfilm mit James Cagney, Dennis Morgan und Brenda Marshall, zum anderen zusammen mit Max Parker und Mark-Lee Kirk für den Schwarzweißfilm Unser trautes Heim (George Washington Slept Here, 1942), einer unter der Regie von William Keighley entstandenen Filmkomödie mit Jack Benny, Ann Sheridan und Charles Coburn in den Hauptrollen. Seine dritte Oscarnominierung in dieser Kategorie bekam Roberts 1949 gemeinsam mit Richard Day und Joseph Kish für den Farbfilm Johanna von Orleans (1948), in dem Ingrid Bergman unter der Regie von Victor Fleming an der Seite von Francis L. Sullivan und J. Carrol Naish die Titelrolle der Jeanne d’Arc spielt.

## Filmografie (Auswahl)
- 1926: Die Kameliendame (Camille)
- 1927: Die Schlachtenbummler
- 1928: Der Garten Eden (The Garden of Eden)
- 1941: The Great Mr. Nobody
- 1942: Unser trautes Heim (George Washington Slept Here)
- 1944: Haben und Nichthaben
- 1945: Weihnachten nach Maß (Christmas in Connecticut)
- 1946: Eine Lady für den Gangster (Nobody Lives Forever)
- 1947: Das Doppelleben des Herrn Mitty
- 1949: Love Happy